# Vivy -Fluorite Eye's Song-
 (juin 2023).
La mise en forme du texte ne suit pas les recommandations de Wikipédia : il faut le « wikifier ».
Les points d'amélioration suivants sont les cas les plus fréquents. Le détail des points à revoir est peut-être précisé sur la page de discussion.
- Les titres sont pré-formatés par le logiciel. Ils ne sont ni en capitales, ni en gras.
- Le texte ne doit pas être écrit en capitales (les noms de famille non plus), ni en gras, ni en italique, ni en « petit »…
- Le gras n'est utilisé que pour surligner le titre de l'article dans l'introduction, une seule fois.
- L'italique est rarement utilisé : mots en langue étrangère, titres d'œuvres, noms de bateaux, etc.
- Les citations ne sont pas en italique mais en corps de texte normal. Elles sont entourées par des guillemets français : « et ».
- Les listes à puces sont à éviter, des paragraphes rédigés étant largement préférés. Les tableaux sont à réserver à la présentation de données structurées (résultats, etc.).
- Les appels de note de bas de page (petits chiffres en exposant, introduits par l'outil «  Source ») sont à placer entre la fin de phrase et le point final[comme ça].
- Les liens internes (vers d'autres articles de Wikipédia) sont à choisir avec parcimonie. Créez des liens vers des articles approfondissant le sujet. Les termes génériques sans rapport avec le sujet sont à éviter, ainsi que les répétitions de liens vers un même terme.
- Les liens externes sont à placer uniquement dans une section « Liens externes », à la fin de l'article. Ces liens sont à choisir avec parcimonie suivant les règles définies. Si un lien sert de source à l'article, son insertion dans le texte est à faire par les notes de bas de page.
- La présentation des références doit suivre les conventions bibliographiques. Il est recommandé d'utiliser les modèles {{Ouvrage}}, {{Chapitre}}, {{Article}}, {{Lien web}} et/ou {{Bibliographie}}. Le mode d'édition visuel peut mettre en forme automatiquement les références.
- Insérer une infobox (cadre d'informations à droite) n'est pas obligatoire pour parachever la mise en page.

Pour une aide détaillée, merci de consulter Aide:Wikification.
Si vous pensez que ces points ont été résolus, vous pouvez retirer ce bandeau et améliorer la mise en forme d'un autre article.
Vivy -Fluorite Eye's Song- (litt. « Vivy : Chanson du Regard de fluorine ») est une série d'animation japonaise produite par Wit Studio et diffusée du 3 avril au 19 juin 2021. Le scénario a été écrit par les romanciers Tappei Nagatsuki (l'auteur de Re:Zero) et Eiji Umehara.
Une adaptation en bande dessinée par Morito Yamataka a débuté le 10 avril 2021 sur MagComi. Une série de romans est également publiée depuis le 30 avril 2021 au Japon.

## Synopsis
Dans un futur proche au Japon comme ailleurs dans le monde, à NiaLand, zone de loisirs pour les Humains, ces derniers partagent leur vie avec des intelligences artificielles androïdes appelées « Artilects », chacune conçue avec un unique but existentiel et individuel dont l'intérêt partagé est de servir l'humanité.
Toutefois, un jour de l'an 2161, les Artilects se mettent pour une raison inexpliquée, à attaquer simultanément et sauvagement les Humains qu'ils croisent. Afin de sauver le monde de cette catastrophe, un scientifique acculé dans son centre de recherche, le Dr Matsumoto, envoie une intelligence artificielle cent ans dans le passé, le 11 avril 2061.
À cette époque, Vivy, une Artilect ayant pour seule mission de répandre le bonheur par son chant et faisant ses débuts à NiaLand, se voit ainsi contrainte de concilier avec son but existentiel, la lourde tâche d'empêcher le futur « correct » d'advenir en compagnie de Matsumoto, la fameuse intelligence artificielle venue du dit futur.

## Personnages

### Principaux
Vivy (ヴィヴィ, Vivi) (surnom par Momoka / nom usuel) / Diva (ディーヴァ, Dīva) (nom formel / nom de scène / alter ego)
Voix japonaise : Atsumi Tanezaki (dialogues) / Kairi Yagi (ja) (chant)
- Type : intelligence artificielle autonome
- Forme : Artilect androïde féminin
- Développement (Projet Diva) : 2056
- Lancement (naissance) : 19 juin 2060 à 22:01
- Matricule (modèle de fabrication) : A035624
- Fonction : cantatrice (basique) ; influenceuse temporelle (occasionnelle) ; combattante, autre (circonstancielle)
- Distinction : chevelure et yeux bleu fluorine

Première Artilect indépendante, elle a entamé sa première année d'existence au début de l'histoire.
La seule mission implantée dans son code par ses créateurs est de « chanter en y mettant tout son cœur pour répandre le bonheur » (conception humaine floue qui échappe à sa compréhension) : afin de mener à bien ce but existentiel, elle souhaite s'améliorer en en comprenant la signification, ainsi qu'être reconnue et devenir une diva, pour toucher le plus de monde possible avec ses chansons.
En parallèle, elle se retrouve durant son existence à assister régulièrement l'intelligence artificielle venue du futur, Matsumoto, qui est chargée de fixer des « Points de Singularité » et empêcher une guerre entre les Humains et leurs semblables qui éclaterait dans cent ans.
Elle se retrouve facilement en désaccord avec son équipier circonstanciel, calculateur dont la logique froide, la personnalité rationaliste ainsi que les conceptions purement pragmatiques des choses divergent souvent des siennes.
Matsumoto (マツモト)
Voix japonaise : Jun Fukuyama
- Type : intelligence artificielle autonome anachronique
- Forme : cuboïde amovible (basique) ; peluche électronique (occasionnelle) ; divers (circonstancielle)
- Développement (Projet Singularité) : indéterminé
- Lancement (naissance) : 2161
- Matricule (modèle de fabrication) : aucun (unique)
- Fonction : influenceur temporel, historien contrefactuel, pirate informatique, autre (Projet Singularité)
- Distinction : voyageur temporel originaire d'un futur alternatif

Une intelligence artificielle rationaliste venue de l'an 2161 (cent ans dans le futur de Vivy), qui a pris le nom de son créateur.
Son support physique initial a la forme d'un cube, néanmoins il pirate parfois l'ours en peluche de son équipière circonstancielle (ou d'autres supports au besoin) pour l'utiliser comme corps. En qualité d'intelligence artificielle avancée (pour l'époque), programmée pour accomplir le plus pragmatiquement sa mission, il est également multifonction et évolue constamment au fil du temps qui passe.
Connaissant les événements qui ont conduit à la guerre entre les Humains et les Artilects à son époque, il se fait assister par Vivy dans son présent pour accomplir le « Projet Singularité », sa mission programmée par le Dr Matsumoto : fixer des « Points de Singularité » dans le passé, afin d'empêcher ou modifier les événements significatifs (entre autres, certaines actions des mouvements anti-intelligences artificielles, qui en seraient partiellement responsables) qui amèneront, selon ses analyses, au soulèvement des Artilects contre les Humains.
Quand il a mené à bien l'une de ses modifications temporelles, afin de ne pas interférer davantage avec le cours des évènements il a tendance à disparaître pour s'isoler, puis se mettre en veille jusqu'à l'approche du prochain Point de Singularité.

### Secondaires

#### Intelligences artificielles

##### Sœurs
Estella (エステラ, Esutera)
Voix japonaise : Yōko Hikasa (dialogues) / Licca (en) (Rikka) (chant)
- Type : intelligence artificielle autonome
- Forme : Artilect androïde féminin
- Développement (Projet des Cerveaux positroniques pairs) : indéterminé
- Lancement (naissance) : 2069
- Matricule (modèle de fabrication) : D09
- Fonction : cantatrice (basique) ; directrice hôtelière (circonstancielle)
- Distinction : chevelure blond doré et yeux bleu ciel ; grain de beauté (sur la pommette gauche)

Sœur de Vivy de neuf ans sa cadette.
Elle occupe et administre avec des semblables le Sunrise, un hôtel spatial orbital servant de destination touristique aux Humains.
Elle est autant accueillante, chaleureuse et souriante avec les Humains, envers qui elle se fait un devoir de communiquer son sourire, qu'avec ses semblables de l'hôtel, qu'elle considère comme sa famille au même titre que la station, leur foyer.
Elle est reconnue, dans l'Histoire « correcte » rapportée du futur par Matsumoto, comme responsable de l'« Incident du Coucher de soleil ».
Grace (グレイス, Gureisu)
Voix japonaise : Satomi Akesaka (en) (dialogues) / Hikari Kodama (en) (parf. stylisé « Hikari Codama » ; chant)
- Type : intelligence artificielle autonome
- Forme : Artilect androïde féminin
- Développement : indéterminé
- Lancement (naissance) : 2061
- Matricule (modèle de fabrication) : K05
- Fonction : aide-soignante (basique) ; intelligence artificielle de soutien, auxiliaire de vie (circonstancielle)
- Distinction : chevelure noire et yeux noisette ; cheveux noués dans le dos (usuellement)

Sœur de Vivy d'un an sa cadette.
Elle partage des similitudes physiques avec Estella et Ophelia, mais sa mission personnelle est de prendre soin des Humains et guérir leurs maux. Logiquement, elle a officié en tant qu'infirmière dans des hôpitaux, ainsi que des centres de recherche.
Elle fait également partie — pour une raison qu'elle ne s'explique pas elle-même — des amateurs de la chanson phare de Vivy (Sing My Pleasure, musique de scène pour la série qui sert également de musique d'ouverture), dont elle interprète personnellement une version alternative (Sing My Pleasure (Grace Ver.)).
Elle est reconnue, dans l'Histoire « correcte » rapportée du futur par Matsumoto, comme la première de ses semblables à avoir épousé un Humain : Tatsuya Saeki.
Ophelia (オフィーリア, Ofīria) / la « Fée de la Petite salle » (小劇場の妖精, Shougekijou no yousei) (surnom)
Voix japonaise : Rina Hidaka (dialogues) / acane madder (chant)
- Type : intelligence artificielle autonome
- Forme : Artilect androïde féminin
- Développement : indéterminé
- Lancement (naissance) : indéterminé
- Matricule (modèle de fabrication) : indéterminé
- Fonction : cantatrice (basique)
- Distinction : chevelure noire et yeux noisette ; mèche coiffée en cache-œil

Celle des Sœurs de Vivy qui a l'apparence la plus juvénile.
Étoile montante à l'époque où elle rencontre en face son aînée, en 2121, elle participe avec cette dernière et d'autres Artilects cantatrices à la vingtième édition du Festival des Signes du Zodiaque.
Partageant la même mission que Diva, qu'elle a prise comme modèle, elle avait également une intelligence artificielle comme partenaire, un robot ingénieur du son du nom d'Antonio.
Elle est reconnue, dans l'Histoire « correcte » rapportée du futur par Matsumoto, comme la première de ses semblables à s'être suicidée.

##### Artilects
Leclerc (ルクレール, Rukurēru)
Voix japonaise : Aya Yamane (ja)
- Type : intelligence artificielle autonome
- Forme : Artilect androïde féminin
- Développement : indéterminé
- Lancement (naissance) : indéterminé
- Matricule (modèle de fabrication) : indéterminé
- Fonction : hôtesse d'accueil (basique) ; animatrice (circonstancielle)
- Distinction : chevelure rose et yeux rouge fraise ; cheveux noués en couettes (usuellement)

Employée du Sunrise, collègue et relation de longue date d'Estella.
D'une personnalité excentrique et aimant bavarder, elle a la communication facile (voire excessive) et peut s'adonner au commérage.
M (エム, Emu) (diminutif par Matsumoto) / M00205 (matricule / nom formel)
Voix japonaise : Jun Fukushima (en)
- Type : intelligence artificielle autonome
- Forme : Artilect robotique chenillé standard
- Développement : indéterminé
- Lancement (naissance) : indéterminé
- Matricule (modèle de fabrication) : M00
- Fonction : ingénieur en génie civil (basique) ; hôte d'accueil, guide (circonstancielle)
- Distinction : partie unitaire du matricule (« 205 ») (sur l'avant du corps)

Unité de robots ingénieurs de Metal Float chargée d'accueillir Vivy et Matsmumoto sur l'île artificielle et de leur faire visiter les installations.
D'une personnalité serviable et aimable, il se fait baptiser « M » par ce dernier, selon lui par commodité.
Antonio (アントニオ)
Voix japonaise : Rikiya Koyama
- Type : intelligence artificielle autonome
- Forme : Artilect robotique bipède standard
- Développement : indéterminé
- Lancement (naissance) : indéterminé
- Matricule (modèle de fabrication) : indéterminé
- Fonction : ingénieur du son (basique) ; intelligence artificielle de soutien, conseiller, assistant personnel, technicien, logisticien (circonstancielle)
- Distinction : aucune

Le partenaire et soutien inconditionnel d'Ophelia, méticuleusement dévoué à accomplir à tout prix sa mission : « Soutenir Ophelia en tant qu'ingénieur du son », quitte à déborder de son rôle pour la faire progresser.
Selon sa cantatrice, qui l'adorait et en est restée très affectée, il est inexplicablement tombé en inactivité cinq ans avant sa participation à la vingtième édition du Festival des Signes du Zodiaque.
le Professeur (先生, Sensei)
Voix japonaise : Hiroki Maeda (en)
- Type : intelligence artificielle autonome
- Forme : Artilect androïde standard
- Développement : indéterminé
- Lancement (naissance) : indéterminé
- Matricule (modèle de fabrication) : indéterminé
- Fonction : pianiste enseignant (basique) ; précepteur (circonstancielle)
- Distinction : aucune

Professeur particulier chargé d'enseigner l'exercice du piano à Yūgo Kakitani lorsqu'il était enfant, il fut également de fait son précepteur.
Ayant beaucoup appris de lui, Kakitani était attaché à cet Artilect dont il était très proche.
Navi (ナビ, Nabi)
Voix japonaise : Asuna Tomari (ja)
- Type : intelligence artificielle
- Forme : aucune (virtuelle)
- Développement : indéterminé
- Lancement (naissance) : indéterminé
- Matricule (modèle de fabrication) : indéterminé
- Fonction : système de navigation (basique) ; intelligence artificielle de soutien (ultérieurement) ; mentor, support technique, restauratrice de système (circonstancielle)
- Distinction : aucune

Intelligence artificielle utilisée comme système de navigation par les employés de NiaLand, elle a une attitude de confidente familière (voire grossière) envers Diva.
Lui servant d'abord factuellement de conseillère personnelle, elle est réaffectée comme intelligence artificielle de soutien de Vivy après le renouvellement du système de NiaLand, se chargeant dès lors de sa maintenance ainsi que sa restauration de système.
l'Artilect cantatrice multifonctions (汎用型歌姫AI, Han'you-gata utahime Eiai)
Voix japonaise : Kaede Hondo (dialogues) / Miya Kotsuki (ja) (parf. stylisé « Miya Kotuki » ; chant)
- Type : intelligence artificielle autonome
- Forme : Artilect androïde féminin
- Développement : indéterminé
- Lancement (naissance) : indéterminé
- Matricule (modèle de fabrication) : indéterminé
- Fonction : cantatrice (basique)
- Distinction : chevelure mauve pastel et yeux bleu ciel ; cheveux coiffés en chignon et ruban noir noué (côté gauche)

Une intelligence artificielle cantatrice travaillant à NiaLand en 2161.
Cependant, dans le cadre de l'attaque contre les Humains, elle est devenue un agent automatique répétant les mêmes mots.
l'Artilect concierge féminine (コンシェルジュ女性AI, Konsheruju [du français] josei Eiai)
Voix japonaise : Ayaka Shimizu (ja)
Une intelligence artificielle apparaissant dans le cinquième épisode.

##### Autre
Archive (アーカイブ, Ākaibu)
Voix japonaise : Sayaka Ōhara
Réseau informatique avec des chambres privées attribuées à chaque intelligence artificielle et dont l'apparence reflète son paysage mental : celui de Vivy, qui s'en sert également pour entraîner son chant et y est représentée en uniforme scolaire, ressemble visuellement à une salle de classe de musique pourvue d'un piano.
Il est généralement utilisé durant le rapport d'activité une fois celle-ci terminée, la mise en veille (comme un simulacre de rêve lucide), ainsi que la vérification des fonctions avant redémarrage.

#### Humains
Dr Matsumoto (松本博士, Matsumoto-hakase) (adulte) / Osamu Matsumoto (松本修, Matsumoto Osamu) (nom de naissance)
Voix japonaise : Takehito Koyasu (adulte) / Mikako Komatsu (garçon)
Le créateur de Matsumoto, l'intelligence artificielle venue du futur de Vivy vers qui il l'aurait sciemment dirigée pour coopérer.
Durant l'attaque brutale des Humains par les Artilects au début de l'intrigue (en 2161), avant d'être à son tour tué, il a envoyé à la hâte sa création cent ans dans le passé pour empêcher cette catastrophe.
Il rencontra en personne « Diva » (Vivy) en 2126 quand il était encore enfant, durant un voyage d'études sociales au Musée de l'A. Au cours du temps qui suit, il fonde une famille avec son épouse Nana (ナナ), qui met au monde une fille, Luna (ルナ, Runa).
Momoka Kirishima (霧島モモカ, Kirishima Momoka)
Voix japonaise : Miyu Tomita
Une fillette de douze ans, la toute première amie et supportrice humaine de Diva à l'époque de ses débuts à NiaLand, alors qu'elle n'était pas vraiment populaire.
C'est elle qui lui offre affectueusement le nom de Vivy, d'après une princesse ressemblante d'un livre de conte holographique, ainsi que l'ours en peluche qui servira de support physique occasionnel à Matsumoto.
Youichi Aikawa (相川ヨウイチ, Aikawa Youichi)
Voix japonaise : Masayuki Katō (ja)
Politicien membre de la Diète, il est le promoteur de la Nomenclature de l'Intelligence Artificielle.
Personnalité publique vivement critiquée par les mouvements anti-IA pour cette prise de position officielle et controversée, en 2061 il est, dans l'Histoire « correcte » rapportée du futur par Matsumoto, victime d'un assassinat politique.
Yuzuka Kirishima (霧島ユズカ, Kirishima Yuzuka)
Voix japonaise : Konomi Kohara
La sœur cadette de Momoka.
Elle rencontre pour la première fois Vivy à bord de l'hôtel spatial Sunrise.
Tatsuya Saeki (冴木タツヤ / 冴木達也, Saeki Tatsuya)
Voix japonaise : Kenshou Ono (en) (adulte) / Mutsumi Tamura (garçon)
Ancien membre de TWAK historiquement connu comme le premier Humain à avoir épousé une Artilect : l'infirmière Grace, une des Sœurs de Vivy.
Il rencontra sa future compagne dans un premier temps lorsqu'il était encore enfant, à l'hôpital où elle officiait, puis la retrouva et fréquenta à l'âge adulte.
le Docteur (ドクター, Dokutā, du néerlandais Doctor) / Keita Hayashi (KEITA HAYASHI) (nom formel)
Voix japonaise : Eizō Tsuda (ja)
L'un des membres du personnel de maintenance pour l'intelligence artificielle employée à NiaLand.
Kenji (ケンジ)
Voix japonaise : Jun'ichi Yanagita (ja)

### Autres

#### TWAK
Yūgo Kakitani (垣谷ユウゴ, Kakitani Yūgo)
Voix japonaise : Tarusuke Shingaki (en)
Un jeune membre fanatique de TWAK.
Dès son apparition au début l'histoire, il semble vouer une haine absolue envers les Artilects.
Il se retrouve régulièrement sur le chemin de Vivy et Matsumoto dans leurs missions pour modifier le futur.
Elizabeth (エリザベス, Erizabesu) (nom formel) / Beth (ベス, Besu) (diminutif par Estella)
Voix japonaise : Yumi Uchiyama (dialogues) / Noa (en) (chant)
- Type : intelligence artificielle autonome
- Forme : Artilect androïde féminin
- Développement (Projet des Cerveaux positroniques pairs) : indéterminé
- Lancement (naissance) : 2069
- Matricule (modèle de fabrication) : D09
- Fonction : cantatrice (basique) ; intelligence artificielle de soutien (ultérieurement) ; terroriste, combattante (circonstancielle)
- Distinction : chevelure blond platine et yeux bleu ciel ; grain de beauté (sur la pommette gauche)

Une des Sœurs de Vivy, la jumelle d'Estella (bien que leurs voix et couleur de cheveux sont différentes).
Considérée défectueuse par leurs créateurs, elle fut jetée comme un déchet moins d'un an après sa fabrication : toutefois, elle fut trouvée et sauvée de sa décharge par Yūgo Kakitani, qu'elle reconnaît comme son maître et sert en tant que membre de TWAK.
Alors qu'elle partageait la même douceur qu'Estella au début de leur existence, elle a radicalement changé de personnalité après son abandon, étant devenue froide et agressive : le seul qui bénéficie de son attachement et de son allégeance totale est son sauveur, qui lui a offert une place dans le monde ainsi qu'une raison d'être (une mission à accomplir).
Yui Kakitani (垣谷ユウゴ, Kakitani Yui)
Voix japonaise : Ayaka Asai (en)
Chef modéré de TWAK et petite-fille de Yūgo Kakitani.
Souhaitant une coexistence entre intelligences artificielles et Humains, elle a conjointement réalisé le « Projet Singularité » avec le Dr Matsumoto : sachant que son grand-père voulait originellement éradiquer l'IA, le message laissé derrière lui révèle qu'il a finalement changé sa perception de cette dernière et fondé une faction modérée de TWAK.
Elle se déplace en fauteuil roulant et est assistée par Elizabeth, qui obéit à la volonté de son aïeul.

## Lexique

### Origine du titre

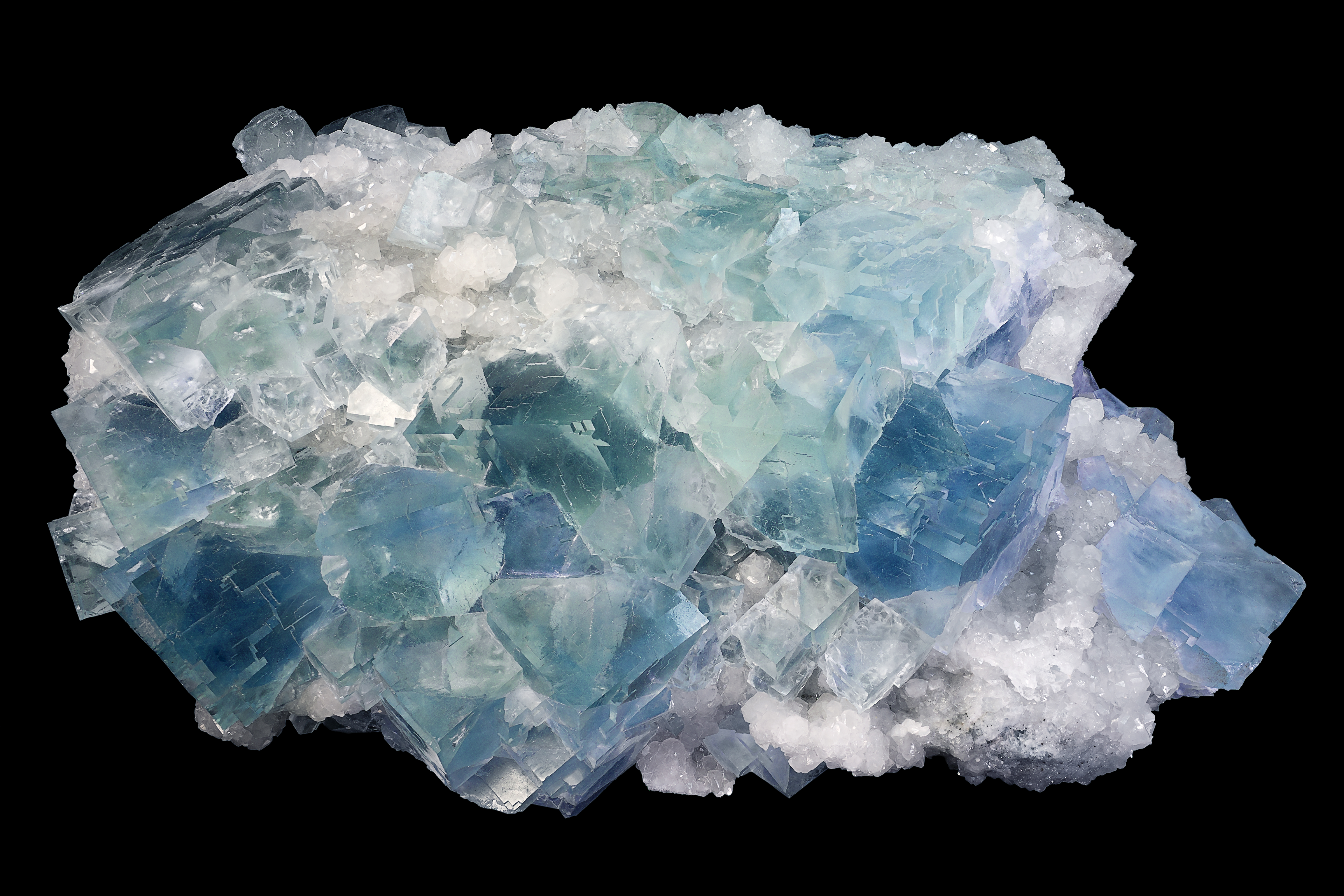
Variété quartzeuse de la fluorine, minéral servant de source d'inspiration créative pour l’œuvre ainsi que son personnage principal.

Préalablement nommée Vivy Score (« Partition musicale de Vivy » en anglais), le titre définitif de l’œuvre fait référence à la fluorine (fluorite), un minéral de couleur bleue prêtant sa nuance aux yeux (et à la chevelure) de la protagoniste, « Vivy », ainsi qu'à la mission existentielle de cette dernière : chanter.
Cette unique raison d'être est renforcée dans le logotype de la série d'animation dont l'ensemble de lignes représente celui d'une portée musicale, support à la représentation écrite d'une musique.
Les glyphes du titre, écrit en anglais (et accompagné de sa transcription en katakana), demeurent les mêmes pour les versions originale (japonaise), francophone et anglophone.

### Notions diégétiques

#### Incident de l'Éradication du genre humain par les IA
L'« Incident de l'Éradication du genre humain par les IA » (AIによる人類抹殺事件, Eiai ni yoru jinrui massatsu jiken) est un évènement tragique de l'Histoire humaine que l'intelligence artificielle Matsumoto, une fois envoyé cent ans dans le passé par son créateur le Dr Matsumoto, tente d'empêcher en appliquant le « Plan Singularité » avec le concours de Diva, la première Artilect indépendante de l'Histoire.
Il se déclenche le 11 avril 2161 quand, soudainement et sans signe avant-coureur, les intelligences artificielles entreprennent simultanément l'extinction des Humains en massacrant stoïquement tous ceux qu'elles croisent.

#### ProjetDiva
Le « Projet Diva » (ディーヴァの開発プロジェクト, Dīva no kaihatsu Purojekuto [de l'anglais Project], litt. « Projet de développement Diva ») est un projet scientifique démarré en l'an 2056 et qui amènera, le 19 juin 2060 à 22:01 précisément, à la naissance du premier Artilect indépendant, Diva.

#### Projet desCerveaux positroniques pairs
Le « Projet des Cerveaux positroniques pairs » (双陽電子脳計画, Sou youdenshi-nou keikaku) est un projet scientifique terminé en l'an 2069 et qui amène à la naissance puis la mise en service d'Estella.

#### ProjetSingularité
Le « Projet Singularité », ou « Plan Singularité » (シンギュラリティ計画, Shingyurariti [de l'anglais Singularity] keikaku, même double sens étymologique) est un projet scientifique établi en l'an 2161, mais précipité par le Dr Matsumoto durant l'attaque simultanée et meurtrière des Artilects sur les Humains.
Le « Plan Singularité » fait plus spécifiquement référence à la mission de sa création homonyme activée conséquemment à cet évènement : annuler ce dernier depuis le passé où il est envoyé (cent ans en arrière, le 11 avril 2061) en fixant des « Points de Singularité » pour modifier ou empêcher, grâce à sa connaissance de l'Histoire ainsi que ses analyses, les événements historiques significatifs qui amèneraient à cette issue future et catastrophique pour les Humains.

##### Points de Singularité
Un « Point de Singularité » (シンギュラリティポイント, Shingyurariti Pointo, de l'anglais Singularity Point) désigne, selon les connaissances historiques et analyses de l'intelligence artificielle venue du futur, Matsumoto, un moment déterminé dans la ligne temporelle de l'Histoire où un événement historique significatif jouerait, selon un principe de causalité, un rôle déterminant dans le soulèvement des Artilects contre les Humains censé advenir en l'an 2161.
D'après Matsumoto, sa mission serait de les empêcher ou de les modifier afin d'éliminer cette influence causale.
Quatre Points de Singularité à « corriger » sont pris en compte par ce dernier :
- L'« Incident de l'Assassinat de Youichi Aikawa » (相川ヨウイチ襲撃事件, Aikawa Youichi shūgeki jiken?, litt. l'« Incident de l'Attaque [d'/sur] Aikawa Youichi ») ;
- L'« Incident du Coucher de soleil » (落陽事件, rakuyou jiken?, litt. l'« Incident au Coucher du soleil ») ;
- L'« Incident de Metal Float » (メタルフロート事件, Metaru Furōto jiken?) ;
- Le « Suicide d'Ophelia » (オフィーリアの自殺, Ofīria no jisatsu?).

#### Nomenclature de l'Intelligence Artificielle
La Nomenclature de l'Intelligence Artificielle (AI命名法, Eiai meimei-hou) est, dans un premier temps, une proposition de loi controversée, promue en 2061 par le politicien Youichi Aikawa alors en pleine campagne électorale, et visant à déterminer un statut légal, puis accorder à terme des droits, aux intelligences artificielles.
Dans un second temps, selon l'Histoire « correcte », elle est votée et officiellement adoptée à la suite de l'assassinat de Youichi Aikawa par le groupe terroriste anti-IA TWAK, qui pensait empêcher cette issue.

#### Festival des Signes du Zodiaque
Le « Festival des Signes du Zodiaque » (ゾディアック・サインズ・フェス, Zodiakku Sainzu Fesu, de l'anglais Zodiac Signs Fes[tival]) est un festival de musique annuel et important réunissant douze Artilects cantatrices du moment pour se produire à tour de rôle.
Sa première édition fut organisée en 2101 afin d'apaiser les tensions avec les mouvements anti-intelligence artificielle.
Parce qu'il peut permettre à une étoile montante de mieux se faire connaître et progresser dans sa mission, cet événement a une dimension tacitement compétitive.

### Univers

#### Lieux

##### Archive
Le « centre de données universel pour intelligence artificielle Archive » (AI集合データベース・アーカイブ, Eiai shūgou Dētabēsu Ākaibu) est un réseau informatique étendu, comparable à Internet, lancé en 2046 et possédant une base de données universelle ainsi que des chambres privées, attribuées à chaque intelligence artificielle et dont l'apparence reflète son paysage mental. Celui de Vivy, qui s'en sert également pour entraîner son chant et y est représentée en uniforme scolaire, ressemble visuellement à une salle de classe de musique pourvue d'un piano.
Il n'est normalement utilisé que le temps du rapport d'activité une fois celle-ci terminée, de la mise en veille (comme un simulacre de rêve lucide), ainsi que de la vérification des fonctions avant redémarrage.
Factuellement, il s'agit d'un espace virtuel d'utilisation d'un service réseau doublé d'une boîte aux lettres ainsi que d'un stockage en nuage pour la communication avec l'extérieur : comme il y a une limite à la capacité de stockage dans le support principal (le corps) de l'IA, la mémoire de faible priorité, ou qui est plus ancienne qu'une période donnée, est alors sauvegardée dans Archive puis oubliée, et ultérieurement recherchée si nécessaire.
Physiquement, Archive est abrité dans des serveurs du centre de données de l'entreprise OGC.

##### NiaLand
Zone de loisirs pour les Humains, NiaLand (ニーアランド, Nīarando) est situé au Japon.
La première Artilect indépendante Diva, développée à partir de 2056 et lancée en 2060, y fait ses débuts en tant que cantatrice pour les visiteurs.

##### Arayashiki
Arayashiki (アラヤシキ) est une tour de transmission construite par OGC, géant de l'industrie de l'intelligence artificielle.
Sa hauteur, en perpétuel développement, sert d'indicateur de temps sur l'évolution technologique de l'IA : il est dit que son sommet sera si élevé qu'il ne pourra plus être visible dans cent ans.

##### Sunrise
Le Sunrise (サンライズ, Sanraizu, en anglais « Lever de soleil ») est une station orbitale terrienne de type hôtelier servant de destination touristique pour les Humains. Elle est entièrement habitée et gérée par des Artilects.
Lors de son apparition dans l'histoire, la directrice du Sunrise est Estella, l'une des Sœurs de Diva.
En l'an 2076, cette station est impliquée dans ce que l'Histoire « correcte » nomme l'« Incident du Coucher de soleil ».

##### Metal Float
Usine autonome d'intelligences artificielles, Metal Float (メタルフロート, Metaru Furōto, en anglais « Flotteur de métal ») est installée sur une île artificielle au large des côtes japonaises, au lieu-dit de l'« Incident du Coucher de soleil ».
D'abord modeste et vouée à accueillir à terme des Humains, cette île uniquement habitée de robots et d'intelligences artificielles s'organise et se développe à une vitesse jugée pour certains (notamment, les anti-IA) beaucoup trop rapide, au point de devenir assimilable à une micronation lors de son introduction dans l'histoire.
En l'an 2081, cette île artificielle est impliquée dans ce que l'Histoire « corrigée » nomme l'« Incident de Metal Float ».

##### 20eFestival des Signes du Zodiaque
En l'an 2121 la vingtième édition du « Festival des Signes du Zodiaque », se déroulant en saison hivernale durant un soir enneigé, se tient à lieu couvert dans les locaux d'un bâtiment à étages au toit aménagé en terrasse et accessible.
Alors que l'événement s'y déroulant n'y est pas directement impliqué, il est tout de même en parallèle le théâtre d'une première tragique, que l'Histoire « correcte » nomme le « Suicide d'Ophelia ».

##### Musée de l'IA
Comme son nom le suggère, le Musée de l'IA (AI博物館, Eiai hakubutsukan) accueille à durée indéterminée et expose, sur base volontaire, des intelligences artificielles ayant marqué l'Histoire mais ne pouvant plus assurer leur mission existentielle, pour une raison ou pour une autre (usure, obsolescence, dysfonctionnement, panne partielle, progressive ou définitive...).
Chacun des Artilects « résidents » est installé dans un espace personnel délimité par un socle circulaire de grande envergure et pourvu : d'un siège individuel pour son confort (par exemple, quand il y a mise en veille ou arrêt permanent) ; d'installations électroniques incluant des dispositifs interactifs et holographiques ; ainsi que d'une base de données multimédia numérique et historique (archives et autres documents ; fichiers audio, visuels, vidéo...) lui étant dédiée comme utilisable à loisir — pour apporter, par exemple, de nouveaux éléments ou mises à jour — mais aussi, laissée à la libre consultation des visiteurs. Si cela lui est toujours faisable, il peut également et à son gré continuer d'interagir avec ceux qui se présenteraient à lui.
C'est le lieu où, dans l'Histoire « correcte », Diva aurait terminé son existence et se serait finalement éteinte. C'est également en ces lieux que le « futur » créateur de Matsumoto, le jeune Osamu Matsumoto, rencontre la première Artilect indépendante historique durant un voyage d'études sociales.

#### Entités

##### Artilects
Intelligences artificielles, la plupart androïdes, individuellement assignées à une unique mission existentielle dont l'intérêt collectif est de servir l'humanité.
Si les premiers modèles d'androïdes ainsi que ceux pour qui la mission ne le nécessite pas, conservent une apparence schématiquement humanoïde (à l'instar de mannequins d'essai de choc), d'autres ont une apparence humaine (comme Diva et ses Sœurs). Ils partagent comme caractéristique commune un même symbole luminescent (⎊) à la base gauche de leur cou.
Un jour de l'an 2161 (cent ans dans le futur de Vivy), sans raison apparente, ils vont subitement et simultanément se retourner contre les Humains, amenant à l'envoi dans le passé d'une intelligence artificielle censée empêcher cela.

#### Groupes

##### OGC
L'entreprise OGC est un géant de l'industrie de l'intelligence artificielle.
Son slogan est « Artilects et Humains, main dans la main » (「AIと共に明日へ」, `Eiai to tomo ni ashita he', « [Tournés] ensemble avec l'IA vers demain/l'avenir »).
Elle abrite les serveurs d'Archive dans son centre de données universel et est le constructeur de la tour Arayashiki.

##### TWAK
Intégrées progressivement à la vie courante de la société humaine, les intelligences artificielles ne font toutefois pas l'unanimité dans l'opinion publique : il demeure des Humains opposés à cet état de fait, certains leur étant ouvertement hostiles.
Ces opposants se regroupent en mouvements anti-intelligence artificielle (反AI運動, han Eiai undou) de bords divers et variés même si ceux-ci n'ont, à l'exception de l'un d'entre eux, qu'une présence de second plan voire anecdotique dans l'intrigue.
Ce mouvement qui se démarque des autres — par une présence aussi active que récurrente au sein de l'histoire — et aux opinions radicales, est le groupe terroriste TWAK (トァク, Twaku).

##### Sœurs

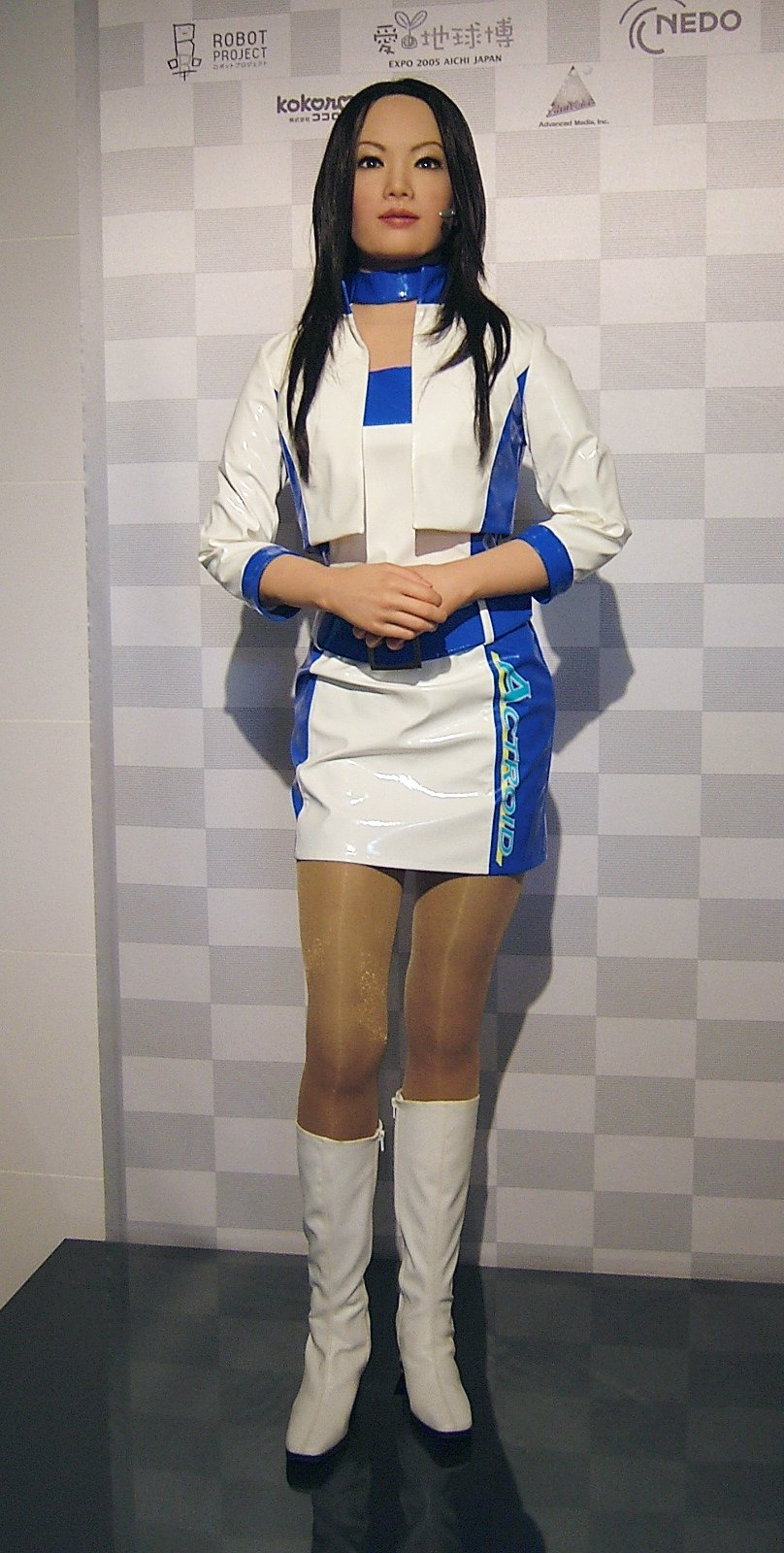
L’« actroïde » DER, exemple de robot gynoïde, à l’Ai-chikyūhaku (Nagoya, Japon).

Les « Sœurs » (シスターズ, Shisutāzu, de l'anglais Sisters) sont des Artilects issues de la même série que Vivy, ce qui en fait symboliquement une sororie.
D'après les informations connues dans la série originale, trois d'entre elles sont « historiquement » retenues et nommées comme telles :
- Grace, de modèle K05 et activée en 2061 ;
- Estella, de modèle D09 et activée en 2069 ;
- Ophelia, de modèle et date d'activation non communiquées.

En réalité, il y en a une quatrième introduite dans l'intrigue : Elizabeth, la jumelle d'Estella de même série et activée en même temps qu'elle, est aussi une Sœur mais ne fut pas retenue par l'Histoire.
Qu'elles aient un lien direct ou détourné avec la musique comme leur aînée, à l'instar de Grace ou d'Elizabeth les Sœurs ne deviennent toutefois pas toutes fatalement cantatrices.
Selon les informations rapportées du futur « correct » par Matsumoto, elles seraient considérées comme « les Artilects les plus détraqués de l'Histoire ».

##### Intelligences artificielles ingénieures en génie civil

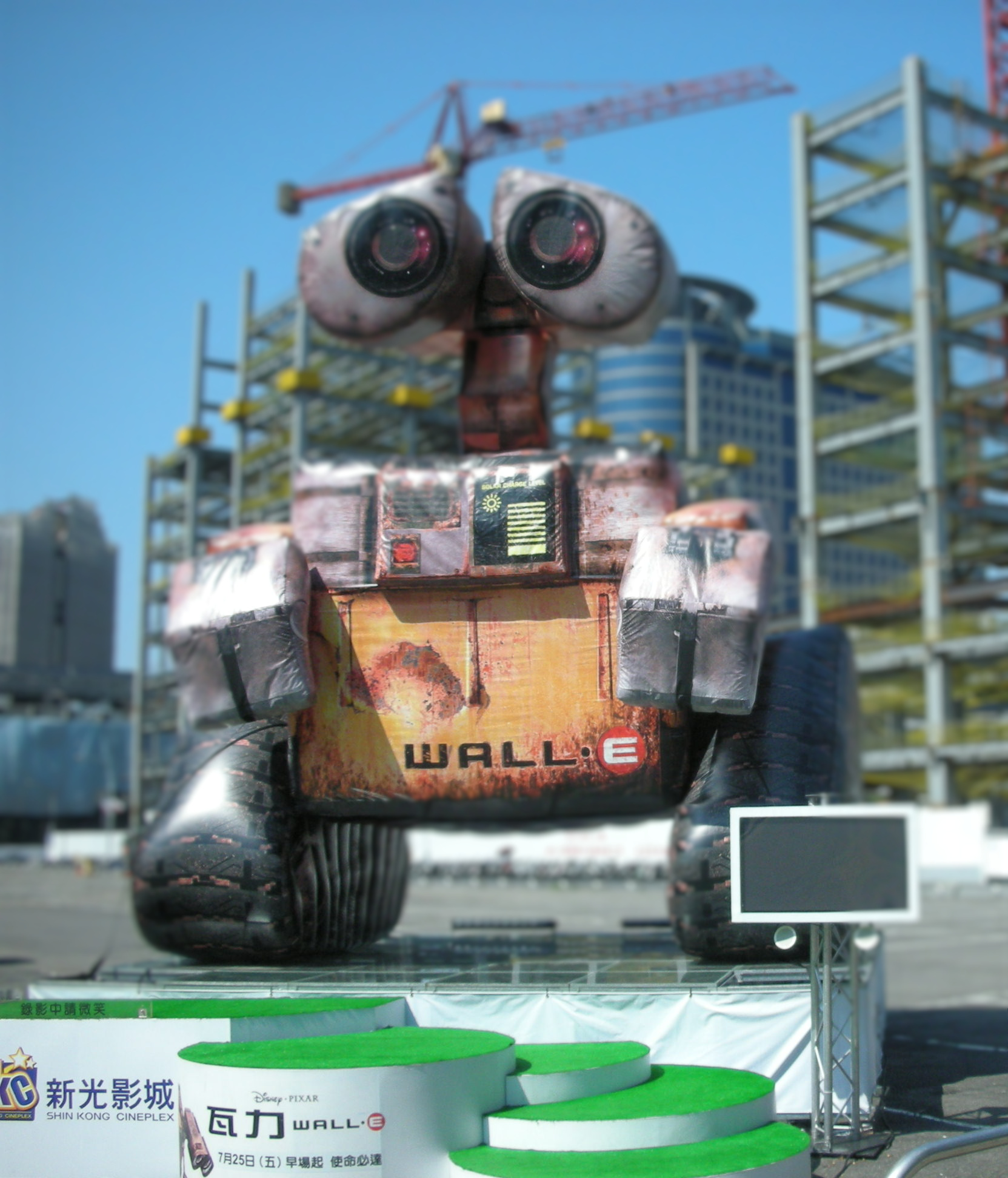
Réplique gonflable de WALL‑E (Taipei, Taïwan).

Une Intelligence artificielle ingénieure en génie civil (土木作業用AI, Doboku sagyou-you Eiai, litt. « IA pour travaux de génie civil ») a, comme son nom l'indique, une mission d'ingénieur civil.
À l'usine autonome Metal Float, il en existe des centaines chargées de développer l'île artificielle et ses infrastructures afin qu'elle puisse, à terme, accueillir des Humains.
Les robots ouvriers de la série M00, à laquelle appartiennent « M » (M00205) et ses homologues, font partie de cette catégorie.
Ces derniers ont une ressemblance marquée avec celui, éponyme, d'une autre œuvre de fiction : WALL‑E.

##### Intelligences artificielles de soutien
Une Intelligence artificielle de soutien (サポートAI, Sapōto Eiai, de l'anglais Support AI) a pour rôle (ou mission) d'aider un Humain ou une autre IA dans ses propres objectifs en mettant à contribution ses fonctions et capacités individuelles.
De fait, elle a donc généralement une place d'équipier, de partenaire, de conseiller, d'assistant personnel ou encore d'auxiliaire.

### Chronologie
Comme le suggère l'aguiche officielle de l’œuvre originale (「ヴィヴィとマツモトが歩んだ100年の旅」, `Vivi to Matsumoto ga ayunda 100-nen no tabi', « Un voyage de 100 ans par Vivi et Matsumoto »), l'intrigue temporellement longue — pour treize épisodes — de la série d'animation est répartie sur une centaine d'années diégétiques, à l'aide de procédés narratifs coutumiers de ce type d'histoire (saut en avant, retour en arrière, ellipse importante, préfiguration).

## Production et supports
Le travail sur cette œuvre commence lorsque, fin 2016 George Wada de Wit Studio approche Eiji Umehara, qu'il avait connu lorsqu'il travaillait pour Production I.G, pour la production d'une série d'animation originale. Lors de la planification, Umehara propose d'inviter Tappei Nagatsuki à participer au projet, sur la base de son expérience sur Re:vivre dans un autre monde à partir de zéro. À cette époque, Umehara n'avait jamais réalisé de composition de série d'animation, il lui a donc demandé d'écrire un brouillon de roman avant de créer un scénario d'animation afin de suivre la méthode de production à laquelle il était habitué,.
À partir de ce contexte, de 2017 à la seconde moitié de 2018, la rédaction du scénario est divisée entre Nagatsuki et Umehara, en fonction du tableau de composition de la série. Par conséquent, le roman se positionne comme un brouillon jusqu'au dernier moment, et l'animation a été grandement arrangée après discussions avec le réalisateur et le producteur. Le genre science-fiction est mis en avant afin qu'un large éventail de téléspectateurs puisse en profiter, et les caractères ésotériques sont éliminés autant que possible.
Wada présente le projet à Aniplex en 2017, alors que la première ébauche du roman est presque terminée, et Yuma Takahashi est choisi comme producteur. Ezaxin Pay, qui comme Uhara était chez Production I.G à la même période que Wada, a été élu directeur. Un concours est organisé pour la conception des personnages et Yuichi Takahashi est sélectionné.

### Série d'animation
Vivy -Fluorite Eye's Song- est une série d'animation originale scénarisée par Tappei Nagatsuki (également auteur du light novel Re:vivre dans un autre monde à partir de zéro) et Eiji Umehara, produite par Aniplex  et animée par Wit Studio. La série est dirigée par Shinpei Ezaki, avec Yūsuke Kubo en tant qu'assistant réalisateur, les personnages ont été conçus par loundraw avec Yūichi Takahashi les adaptant pour l'animation, et des membres l'équipe de créateurs MONACA en composent la musique.
La série a commencé sa diffusion le 3 avril 2021 sur Tokyo MX et d'autres chaînes, les deux premiers épisodes étant diffusés simultanément. En France, la série est diffusée par Wakanim.

#### Musique
La musique de la série est composée par des membres de l'équipe de créateurs MONACA.
Les chansons de l’œuvre prenant une place importante dans sa trame, les personnages les interprétant dans la série (essentiellement, Vivy et ses Sœurs) ont un seiyū lyrique attitré pour le doublage chanté, distinct de celui des dialogues.

##### Génériques
La série n'a pas, à proprement parler, de générique mais des chansons thèmes — diégétiques, étant interprétées en tant que personnage de l’œuvre — et musiques de scène.
La chanson thème d'ouverture récurrente, Sing My Pleasure, est interprétée par Kairi Yagi, doubleuse du personnage principal (Vivy) pour les parties chantées.
La musique de fermeture des douze premiers épisodes, à l'origine littéralement créditée Ending Theme (エンディングテーマ, Endingu Tēma) au générique, est quant à elle une composition originale renommée ultérieurement Fluorite Eye's Song -Piano Version- pour la bande originale. Sa version en chanson est interprétée dans l'épisode final par Kairi Yagi.
| Titre           | Artiste(s)                                      | Informations complémentaires              |
| --------------- | ----------------------------------------------- | ----------------------------------------- |
| Happiness       | Vivy (Vo. Kairi Yagi) (ヴィヴィ（Vo.八木海莉）) | Chanson thématique du personnage de Vivy. |
| Present for You | Vivy (Vo. Kairi Yagi) (ヴィヴィ（Vo.八木海莉）) | Chanson thématique du personnage de Vivy. |

| Épisode (apparition)                                             | Titre         | Artiste(s)                          | Artiste(s)                                             | Informations complémentaires |
| ---------------------------------------------------------------- | ------------- | ----------------------------------- | ------------------------------------------------------ | --- |
| 8                                                                | La Campanella | Franz Liszt (composition originale) | Yui Morishita (森下唯, Morishita Yui) (interprétation) | Fichier audio Franz Liszt – La Campanella Interprétation par Romuald Greiss (sur piano Budynowicz de 1850) Des difficultés à utiliser ces médias ? modifier |
| Fichier audio                                                    |               |                                     |                                                        | |
| Franz Liszt – La Campanella                                      |               |                                     |                                                        | |
| Interprétation par Romuald Greiss (sur piano Budynowicz de 1850) |               |                                     |                                                        | |
| Des difficultés à utiliser ces médias ?                          |               |                                     |                                                        | |
| modifier                                                         |               |                                     |                                                        | |

##### Bande originale
L'album de la bande originale, répartie sur deux disques compacts, est prévu pour le 30 juin 2021 au Japon.
Elle est conjointement composée par quatre membres de MONACA : le compositeur, Satoru Kousaki, avec Ryuichi Takada, Keigo Hoashi et Kakeru Ishihama.
| Disque 1 (SVWC-70539) | Disque 1 (SVWC-70539) | Disque 1 (SVWC-70539) | Disque 1 (SVWC-70539) | Disque 1 (SVWC-70539) | Disque 1 (SVWC-70539) | Disque 1 (SVWC-70539) | Disque 1 (SVWC-70539) | Disque 1 (SVWC-70539) | Disque 1 (SVWC-70539) |
| No                    | Titre                 | Durée                 |                       |                       |                       |                       |                       |                       |                       |
| --------------------- | --------------------- | --------------------- | --------------------- | --------------------- | --------------------- | --------------------- | --------------------- | --------------------- | --------------------- |

| Disque 2 (SVWC-70540) | Disque 2 (SVWC-70540) | Disque 2 (SVWC-70540) | Disque 2 (SVWC-70540) | Disque 2 (SVWC-70540) | Disque 2 (SVWC-70540) | Disque 2 (SVWC-70540) | Disque 2 (SVWC-70540) | Disque 2 (SVWC-70540) | Disque 2 (SVWC-70540) |
| No                    | Titre                 | Durée                 |                       |                       |                       |                       |                       |                       |                       |
| --------------------- | --------------------- | --------------------- | --------------------- | --------------------- | --------------------- | --------------------- | --------------------- | --------------------- | --------------------- |

### Manga
Une adaptation manga de Morito Yamataka a commencé sa sérialisation le 10 avril 2021 sur le site Internet MAGCOMI (マグコミ, MAGU KOMI) — de son nom complet MAG Garden COMIC ONLINE, marque de la maison d'édition MAG Garden.

### Roman
Une série de romans écrits par loundraw a commencé sa publication le 30 avril 2021 au Japon sous la marque MAG Garden BOOKS (マッグガーデンブックス, MAGGU Gāden BUKKUSU).

### Radiophonie
Une émission de radio nommée Vivy -Fluorite Eye's Radio- et coanimée par les seiyū de la série est distribuée du 7 avril au 16 juin 2021 depuis le site de radiophonie par Internet japonais Onsen (音泉), ainsi que la plate-forme YouTube.
L'émission est divisée en onze parties, selon les intervenants :
1. Jun Fukuyama, Atsumi Tanezaki
2. Atsumi Tanezaki, Yōko Hikasa
3. Jun Fukuyama, Yōko Hikasa
4. Atsumi Tanezaki, Satomi Akesaka
5. Jun Fukuyama, Satomi Akesaka
6. Yōko Hikasa, Yumi Uchiyama, Rina Hidaka
7. Atsumi Tanezaki, Tarusuke Shingaki
8. Jun Fukuyama, Rina Hidaka
9. Jun Fukuyama, Tappei Nagatsuki, Eiji Umehara
10. Atsumi Tanezaki, Ayaka Asai
11. Atsumi Tanezaki, Jun Fukuyama

## Réception
Vivy -Fluorite Eye's Song a été un franc succès, applaudi pour son originalité, sa qualité et son émotion. Sur le site MyAnimeList, elle reçoit quatre étoiles avec une note de 8,5/10 pour 145 587 votes. Et selon le sondage Google, 96 % des utilisateurs qui ont visionné la série l'ont aimée.